# カリブ海

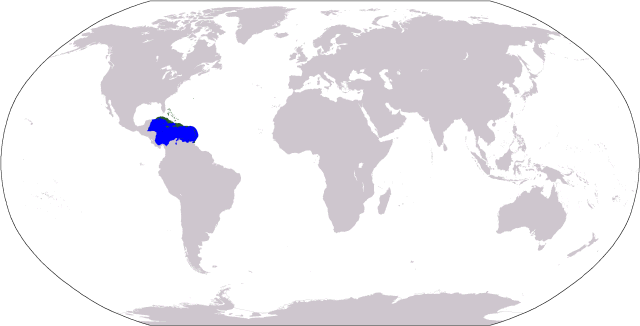
カリブ海（青）とカリブ諸島（緑）

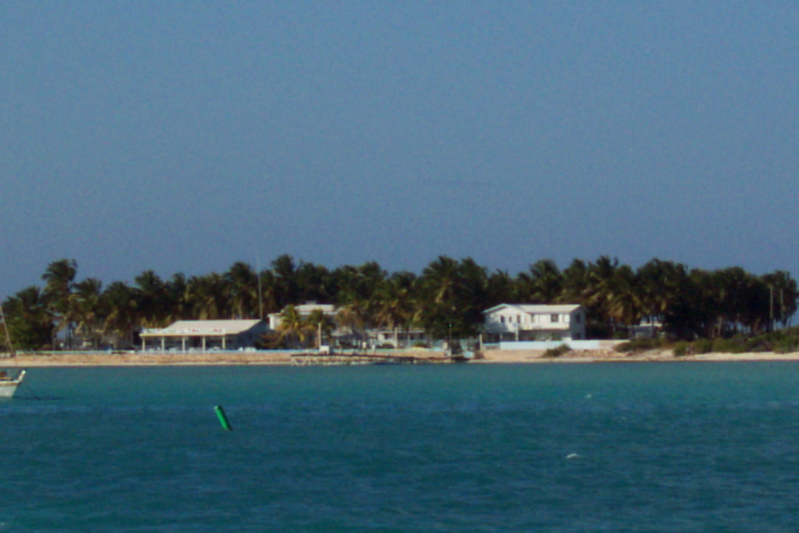
カリブ（イギリス領バージン諸島）の海岸

カリブ海（カリブかい、英語:Caribbean Sea、スペイン語:Mar Caribe、フランス語:Mer des Caraïbes、オランダ語:Caraïbische Zee、ハイチ語:Lanmè Karayib、パピアメント語:Laman Karibe）は、メキシコ湾の南、大西洋に隣接する水域である。南はベネズエラ、コロンビアといった南アメリカ大陸やパナマに、西は北アメリカ大陸に属するコスタリカ、ニカラグア、ホンジュラス、グアテマラ、ベリーズ、そしてメキシコのユカタン半島に、北はキューバ、イスパニョーラ島のハイチとドミニカ共和国、ジャマイカ、プエルトリコといった大アンティル諸島に、東は小アンティル諸島に接している。

## 概要
カリブ海の総面積は、約275万4,000平方キロメートル（106万3,000平方マイル）。最も深いのは、キューバとジャマイカの間にあるケイマン海溝で、水深7,684メートル（2万5,220フィート）である。カリブ海は南を南アメリカ大陸、西を中央アメリカ地峡、北を大アンティル諸島、東を小アンティル諸島に囲まれた海域であり、北のメキシコ湾はカリブ海には含まない。
カリブ海全域を「カリブ地方」と呼ぶ。カリブ海は多島海で、この海域に浮かぶ数多くの島々を総称して「カリブ諸島」あるいは「カリブ海諸島」と呼ぶ。このカリブ海諸島地域は政治的にはカリブ地域として一つのまとまりをなすが、カリブ海の海域と政治的な「カリブ海諸国」の範疇は正確には一致しない。たとえばバルバドスやトリニダード・トバゴは小アンティル諸島には含まれるものの、島々の主列から外れており大西洋に浮かんでいるにもかかわらずカリブ諸国の一員に含まれる。南アメリカ大陸北岸のギアナ三国（ガイアナ、スリナム、フランス領ギアナ）はカリブ海には全く面していないものの、人種構成や歴史的にカリブ海諸島との共通性が多く距離的にも近いことから、政治的にはカリブ海諸国に含まれることが多い。中央アメリカもカリブ諸国には含まれないが、ベリーズは英語圏であり、カリブ諸国との歴史的共通性も強いことからカリブ諸国に含まれることも多い。
「カリブ」の名称は、コロンブスの北米大陸到達をさかのぼること約100年の昔より小アンティル諸島から南アメリカにかけて先住していたカリブ族の名に由来する。

## 歴史

### コロンブス以前

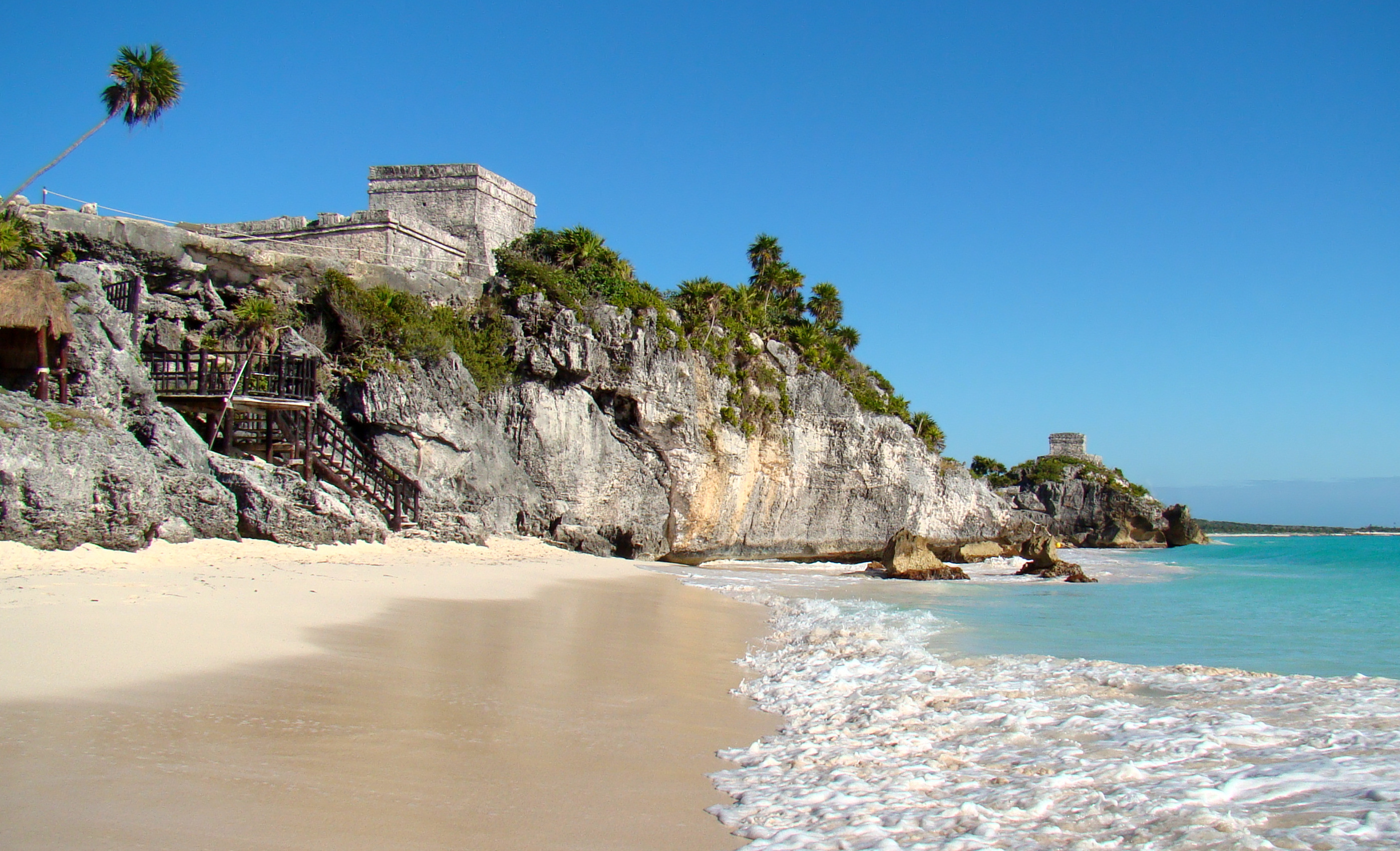
トゥルム。カリブ海に面するマヤ文明最東端の交易都市だった。現在ではリゾート地が開かれている

カリブ海域には、ヨーロッパ人の到達以前、3つの民族グループが居住していた。キューバ西部からイスパニョーラ島南西部にかけては漁労民族であるシボニー人が、大アンティル諸島には農耕民族であるアラワク人（タイノ人）が、小アンティル諸島には農耕漁労民であるカリブ人が暮らしていた。カリブ人はカヌーでしばしばアラワク人を襲撃していた。カリブ海東端のユカタン半島にはマヤ人たちが非常に高度なマヤ文明を築いていた。この文明は海とはそれほど深いつながりがなかったが、時代が下るに従い海上交易は重要性を増していき、スペイン人が到達したころにはマヤ人はカリブ東端に交易都市トゥルムを構え、カリブ海域と交易を行っていた。

### 植民地期

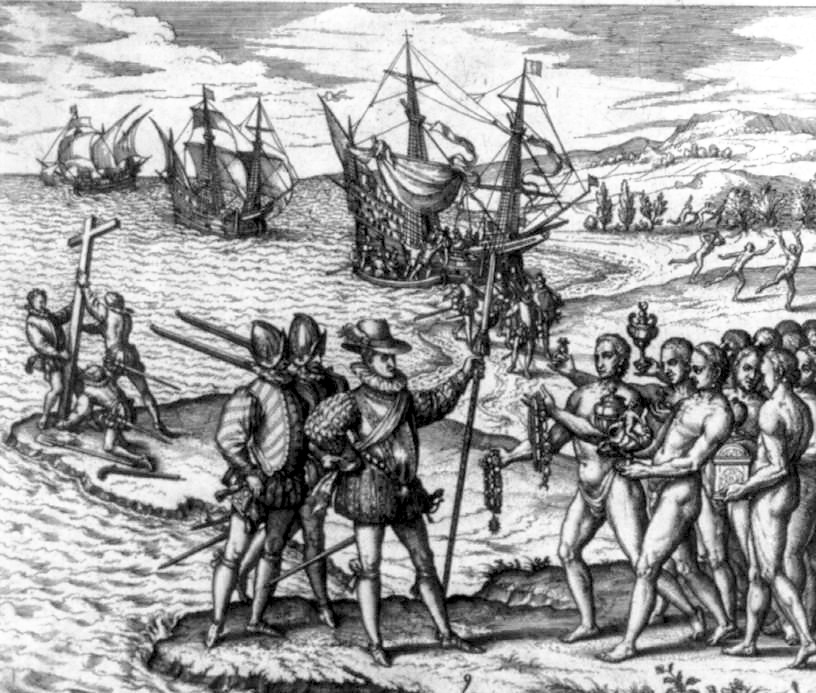
1492年、コロンブスはイスパニョーラ島に上陸した

1492年12月5日、クリストファー・コロンブスがイスパニョーラ島に到達し、翌1493年の2回目の航海では南東部のオサマ川河口にスペイン植民地を建設した。この植民地は1498年8月5日に、新大陸最初の都市であるサントドミンゴ市となった。ここを拠点として、エルナン・コルテスのメキシコ征服やバスコ・ヌーニェス・デ・バルボアの太平洋の調査などの遠征が行われた。このころには、かつて数十万の人口を抱えていた先住民は疫病や鉱山・農場での酷使によってほぼ絶滅していた。
1494年のトルデシリャス条約によって新大陸のほとんどは理論上スペイン領となり、カリブ海域は周辺に広がるスペイン領をつなぐ交通の要衝となった。1513年にはパナマ地峡においてその反対側の海である「南の海」（太平洋）がバスコ・ヌーニェス・デ・バルボアによって発見され、1515年にはパナマ地峡を越える最短ルートである「王の道」が発見されたことで、カリブ海は太平洋との最短ルートとしての機能も担うこととなった。インカ帝国が滅ぼされその故地にペルー副王領が建設されると、このルートは黄金や銀の積出ルートとして非常に重要な役割を持つようになった。王の道の太平洋側にはパナマ市が建設され、ペルー副王領から運ばれてくる黄金や銀はここからカリブ海へ王の道を使って運び出され、スペインへと運ばれていった。カリブ海側の積み出し港は最初ノンブレデディオスだったが、1584年にはそのやや西のポルトベロに拠点が移され、1597年には正式に都市となり、スペイン本国からの船団が寄港するようになった。こうしてカリブ海はパナマ地峡ルートを通る交易路の重要航路となったが、一方でカリブ海諸島域には貴金属などの産出が少なく、また先住民人口も多くなく未開発だったので、いくつかの拠点を除いてはそれほど開発は行われず、半ば放棄されたような土地も多かった。こうした中、1562年にイギリスのジョン・ホーキンズがカリブ海での密貿易を開始し、やがてそれは私掠船による海賊行為となっていった。16世紀後半にはホーキンズやフランシス・ドレークら海賊が沿岸のスペイン領を荒らしまわり、以後も海賊行為は続いた。
17世紀にはいると、スペインの植民地化が及ばない小アンティル諸島を中心に、イギリスやフランスなどがひそかに植民者を送り込むようになった。1623年にはリーワード諸島のセント・キッツ島にイギリスが植民を開始し、フランスはウィンドワード諸島のグアドループ島やマルティニーク島を占拠した。特に1630年頃からハイチ北部のトルトゥーガ島を拠点に、フランス人入植者の狩人たちがウィンドワード海峡を通るスペイン船を襲うようになり、イングランドやオランダの入植者たちもこの略奪活動に加わるようになる。元のフランス人狩人を意味していた言葉が転訛し、彼ら17世紀の海賊たちは英語でバッカニア（buccaneer、「肉を燻す者」の意）と呼ばれるようになった。また、彼らはフランス、イングランド、オランダのそれぞれの各国政府からスペイン船や植民地に対する略奪を許可され、公的に私掠船と認められるようになる。時代が進むに連れ、バッカニアの活動は広域化し、1655年にイングランドがジャマイカを占領すると、同地の総督は積極的にバッカニアを勧誘し、首都ポート・ロイヤルは海賊たちの代表的な拠点の1つとして発展した。同様にバハマ諸島のニュープロビデンス島も主要な拠点の1つとなった。著名なイングランド出身のバッカニアであるヘンリー・モーガンは、その活躍でイングランド王室よりナイト爵を与えられ、最終的にはジャマイカの副総督にまで出世した。 
17世紀末にスペインの勢力が衰えると、イングランドやフランスは一転してバッカニアたちを取り締まるようになるが、18世紀初頭にスペイン継承戦争が勃発すると再び各国は私掠免状を与え、敵国に対する海賊行為を奨励した。戦後に職にあぶれた私掠船員や海軍兵士が海賊化し、黒髭やバーソロミュー・ロバーツといった一般によく知られるカリブの海賊の時代となる。このカリブ海で海賊が活発であった1650年から1730年までの期間を海賊の黄金時代と呼ぶ。その後は私掠戦術自体が衰え、これによって海賊の活動も下火となったが、それでも細々と海賊行為は続けられ、1820年代頃までは依然として海賊はカリブ海の脅威の一つだった。
17世紀中盤からは砂糖がこの地域の経済の基盤になり、大きな利益を生む砂糖を目当てに、とくに小アンティル諸島にはヨーロッパ諸国が相次いで植民地を建設していった。デンマークや、現在のラトビア西部に当たるクールラント公国も一時植民地を建設し、17世紀末には、キューバ、プエルトリコ、イスパニョーラ島西部を除くカリブの島々は、すべてスペイン統治下から離れてしまった。一方、大陸部はほとんどがスペイン領にとどまった。これらのカリブ海諸島植民地の経済基盤は砂糖であり、特に1650年代からは、それまで砂糖生産の中心地であったオランダ領ブラジル北東部（ノルデステ）がふたたびポルトガル領にもどったことにより、サトウキビの技術者たちがカリブ海域に流入したことや、それによるノルデステでの砂糖生産の低下により、この海域において大規模な砂糖プランテーションが相次いで開発され、この地方が砂糖生産の中心地となった。これらのプランテーションには多くの労働力が必要であったが、この労働力はアフリカ大陸から連れてこられた黒人奴隷によってまかなわれた。ヨーロッパから工業製品をアフリカに売り、アフリカで奴隷を買い付けてカリブで販売し、カリブで砂糖を購入してヨーロッパへと持ち帰る、いわゆる三角貿易は大きな利益を上げ、この貿易を握っていたイギリスはこれによって産業革命の原資を蓄えたとされる。16世紀から19世紀にかけてカリブ海につれてこられた黒人奴隷はのべ420万人にのぼり、これは新大陸全体の黒人奴隷輸入の42%を占め、最大の奴隷受入地となっていた。またこれらの西インド諸島の農園主たちは本国議会に議席を確保するようになり、18世紀には西インド諸島派として保護貿易と奴隷制を主張する一大勢力をなしていた。一方で、これらの農園主たちは土着するよりはイギリス本国にわたって不在地主化することが多く、イギリス領北アメリカ植民地のようにその土地に根を張ることは少なかった。これらの農園で過酷な労働にさらされた奴隷たちはしばしば逃亡を図り、山間部に逃亡した逃亡奴隷たちはハイチやジャマイカなどでマルーンと呼ばれ、先住民たちと協力しながら山間地にひそみ、自給自足の生活を送りながら白人農園主たちと対立した。サン・ドマングのフランソワ・マッカンダルやジャマイカのグラニー・ナニーなどは後世、抵抗の象徴として英雄化されている。18世紀後半にはイスパニョーラ島東部のフランス領サン・ドマングが世界一の砂糖産地となった。

### 独立とアメリカの覇権
しかしフランス革命の影響を受けてサン・ドマングでは1791年にトゥサン・ルーヴェルチュールの指導下でハイチ革命が勃発し、人口の大多数を占めた黒人が白人農園主たちを追放して島の支配権を握った。一度はフランス軍によって鎮圧されたものの、後継者たちの抵抗によってサン・ドマングは1804年にハイチとして独立した。これを皮切りに、19世紀前半には大陸部は大コロンビアや中央アメリカ連邦として独立を果たしたが、これらの諸国は安定せず、分裂や内乱を繰り返した。1830年には大コロンビアは分裂してカリブ海沿岸は西のコロンビアと東のベネズエラとに分かれることとなった。1838年には各州の抗争の果てに中央アメリカ連邦議会は各州の分離独立を認め、グアテマラ、ホンジュラス、ニカラグア、コスタリカが独立して中央アメリカ連邦は崩壊した。
19世紀前半に入ると奴隷制度への反感がヨーロッパで高まり、イギリス政府は西インド諸島派議員の抵抗を抑えて1833年に奴隷解放法案を通過させ、1834年に施行された。この法律によって小アンティル諸島の砂糖生産は大きな打撃を受け、徐々に縮小していった。ハイチにおいても、独立革命時の農園主たちの追放・虐殺や独立後の失政、プランテーションの小作農への分割によって砂糖生産がほぼ消滅した。こうした中、キューバにおいては砂糖生産は生き残り、逆にこの時期以降さらに発展していき、カリブの砂糖生産のかなりをキューバが占めることとなった。1860年代以降はキューバは世界最大の砂糖生産国となった。
19世紀末からは北のアメリカ合衆国の影響力が徐々に及び始めた。前世紀から続く海賊問題は1817年から開始された西インド諸島海賊掃討作戦が1825年にロベルト・コフレシを捕らえたことでほぼ終了し、以後散発的に海賊行為は起こるもののカリブ海は以前よりずっと安定性の高い海域となった。このころはカリブ海沿岸地域は経済的にはイギリスの覇権が確立していたが、アメリカが米墨戦争によって太平洋岸にいたる広大な領域を獲得し、その領域内にある太平洋岸のカリフォルニアで1849年に金が発見されてゴールドラッシュが起きると、アメリカの東西を最も早く安全につなぐルートとしてカリブ海およびパナマ地峡はがぜん注目を浴びることとなった。1855年にはアメリカ資本によってパナマ地峡鉄道が建設され、アメリカ東海岸と西海岸、さらには大西洋と太平洋をつなぐ最短ルートの一部としてカリブ海は再び重要性を増した。19世紀末には、アメリカのユナイテッド・フルーツ社などが未開発だった中央アメリカのカリブ海沿岸を開発し、広大なバナナ農園を次々と建設した。これらのプランテーションによってバナナは中央アメリカ諸国の主要輸出品となったものの、直接カリブ海沿岸の港から出荷するため中央アメリカ諸国の経済中心である太平洋岸の高地を介せず、また農園の独立性も高かったため、バナナ農園群は飛地経済を形成し、国内の相対的な経済成長にはあまり貢献しなかった。それでも、ホンジュラスのサンペドロスーラやラ・セイバのように、このバナナ農園開発によって周辺経済が成長し都市に成長するところも現れた。また、これらの農園の所有者であるユナイテッド・フルーツ社などの大企業は中央アメリカ諸国政府に対し大きな影響力を持つようになり、しばしば諸国の内政にまで介入するようになった。とくに影響力の強かったホンジュラスやグアテマラなどは、バナナ共和国と呼ばれる半従属的な状況におかれることとなった。
1898年には米西戦争が起き、勝利したアメリカはスペインからプエルトリコを獲得、キューバを保護国とした。さらにコロンビア共和国領だったパナマ地方に太平洋と大西洋を結ぶ運河を掘ることを計画し、これをコロンビアが拒否するとパナマ地方の独立運動を支援し、1903年にパナマが独立するとパナマ運河条約を結んで運河地帯をアメリカの租借地とした。
1914年にパナマ運河が開通すると、カリブ海は両大洋を結ぶ主要航路が通るようになり、交通の要衝としての重要性は以前に比べて大幅に増した。アメリカはこの運河の安全を保障するためにますますカリブ海域に深く干渉するようになり、1915年にはハイチを、1916年にはドミニカ共和国を占領してイスパニョーラ島全島を軍政下においた。この占領は1924年にドミニカ共和国で選挙が行われアメリカ軍が撤退し、1934年にはハイチからも同じく撤退するまで続いた。こうした一連のアメリカのカリブ海域における軍事介入は、上記のバナナ共和国群への介入であることからバナナ戦争とも呼ばれ、1980年代末まで沿岸各地で繰り広げられた。
20世紀を通じてカリブ海域はアメリカ合衆国の裏庭的な地域であったが、やがてキューバにおいて1959年にキューバ革命が起き、フルヘンシオ・バティスタ政権が倒されると、フィデル・カストロ率いる革命政権とアメリカの関係は徐々に悪化し、1961年のピッグス湾事件において両国関係は完全に決裂。キューバはソヴィエト連邦へと接近し、同国のミサイル基地の受け入れを決定。これによりカリブ海域は一気に東西冷戦の主戦場の一つとなり、翌1962年にはこの基地への核ミサイル配備をめぐってキューバ危機が勃発した。この危機はソ連の撤退によって終息したものの、キューバとアメリカの対立関係は続き、地域の軍事的緊張は残った。キューバへの警戒からアメリカはより一層この地方への介入の度を強め、1965年にはドミニカ共和国へ2回目のドミニカ侵攻を行い、1980年には前年のサンディニスタ革命によって左傾化したニカラグアの反政府軍であるコントラを支援してコントラ戦争を起こし、1983年には小アンティル諸島のグレナダにおいて共産主義クーデターが起こったことから軍事侵攻を行い（グレナダ侵攻）、クーデター政権を打倒した。こうした軍事介入は1989年のマヌエル・ノリエガ政権打倒を目指したパナマ侵攻が最後のもので、以後行われなくなった。
小アンティル諸島は小島が多いために独立が進んでいなかったが、1950年代に入ると世界的な植民地解放の流れから独立の動きが活発化し、1958年にはカリブ海域のイギリス領諸植民地が連邦を組んで西インド連邦が成立した。この連邦は将来の独立を念頭に置いたもので、ジャマイカやトリニダード・トバゴといった域内大国が小アンティルの小島群を支援する形を取ったが、負担の大きい両島が反発を強め、1961年に最も人口や規模の大きいジャマイカが脱退し、1962年にはトリニダード・トバゴも独立して、西インド連邦は完全に崩壊した。残された小島群は1970年代以降次々と単独で独立していくようになった。一方、政治的には分離独立が進む一方で経済的には統合がすすめられるようになっていき、これらカリブ海域の諸国を統合する経済組織として1965年にはカリブ自由貿易連合が結成され、1973年にはカリブ共同体に改組し、1994年にはカリブ諸国連合が結成された。また、小アンティル諸島のうちの旧イギリス植民地は1981年に東カリブ諸国機構を結成した。2011年には米州機構に対抗するラテンアメリカ・カリブ諸国共同体が結成されている。

## 地理・生態

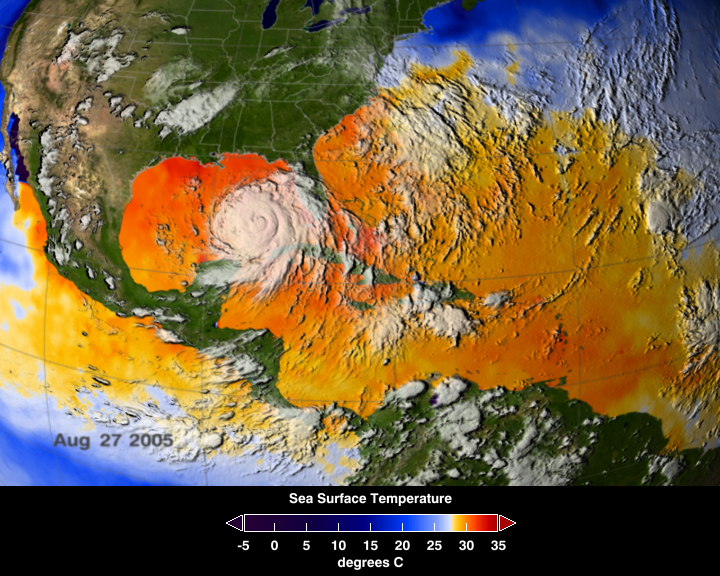
2005年8月の海水温分布を示す衛星画像。メキシコ湾に同年のハリケーン“カトリーナ”が見える

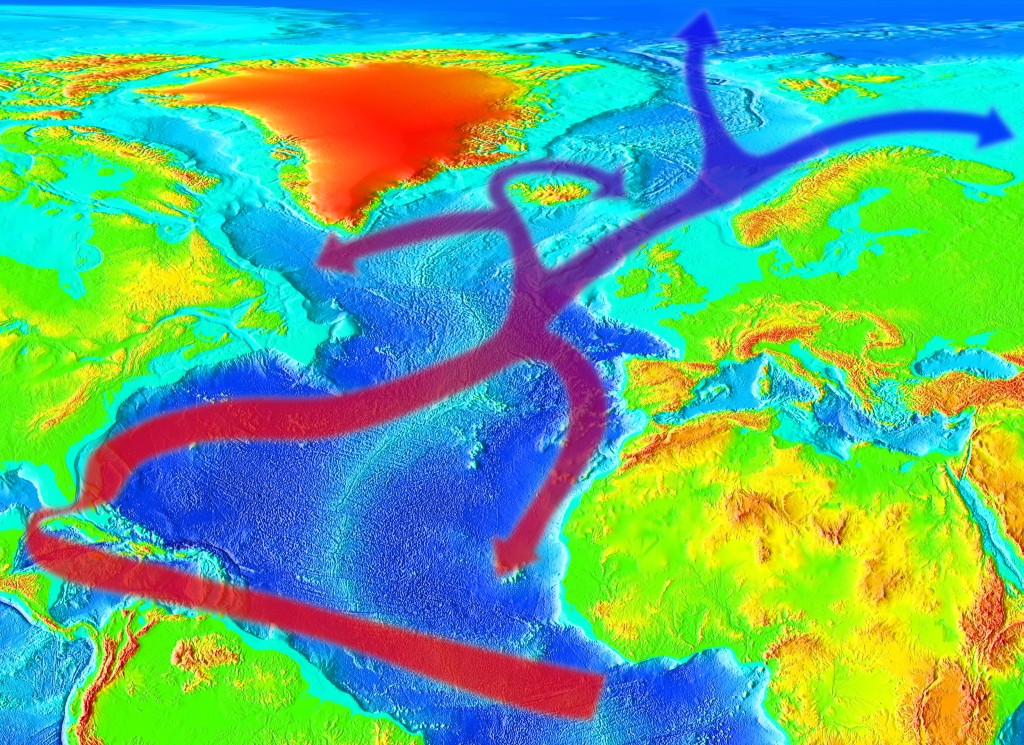
カリブ海および北部大西洋の海流図。南赤道海流がカリブに流れ込んでカリブ海流となり、メキシコ湾で反転してメキシコ湾流となり北大西洋へと抜けていく

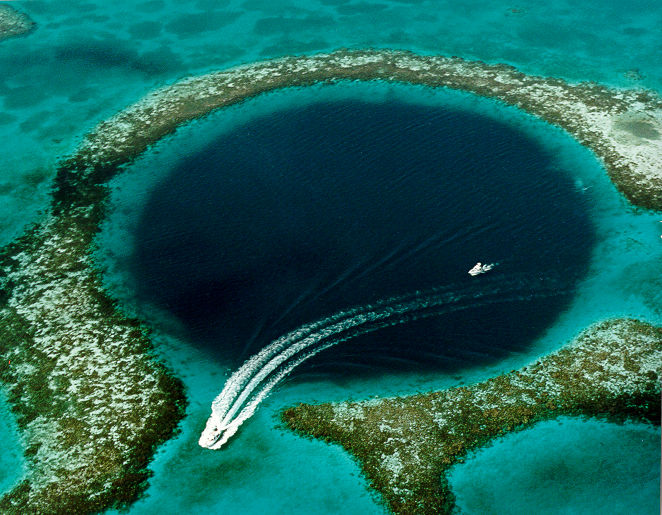
ベリーズのベリーズ珊瑚礁保護区にあるグレート・ブルーホール

海底は5つの盆地から成り、互いに海底山脈で分けられる。ヒスパニヨラ海溝とプエルトリコ海溝は地震の巣であり、過去500年間にマグニチュード7.5以上の大地震が10回以上発生し、津波被害を生じた。カリブ海のほぼ全域がカリブプレートに属する。プエルトリコ海溝付近は北アメリカプレートとカリブプレートの境界線である。地質的には、中央アメリカから大アンティル諸島を抜けてプエルトリコまでの島々をなす中央アメリカ・プエルトリコ山系と、小アンティル諸島を形成する火山帯とは分かれている。小アンティル諸島はカリブプレートと南アメリカプレートの境界線をなすが、ここは沈み込み帯となっており、その影響で火山島が非常に多く、活火山も集中している。マルティニーク島にあるプレー山は1902年の噴火の際、当時のマルティニークの首都であったサン・ピエールを全滅させ、約30,000人の死者を出した。1997年には英領モントセラトにおいてスフリエール山が大噴火をおこし、首都プリマスが火砕流と噴石によって壊滅し、20人の死者・行方不明者を出してプリマスは事実上放棄され、島の首都は北部のブレイズへと移転した。
カリブ海と他海域の境界となっている大アンティル諸島や小アンティル諸島のほかにも、カリブ海には多くの島々が浮かぶ。カリブ海北部にはキューバ島の南に浮かぶピノス島やケイマン諸島、ホンジュラス領のスワン諸島、同じくホンジュラス領で本土のすぐ沖合に浮かび、イスラス・デ・ラ・バイア県を構成するウティラ島・ロアタン島・グアナハ島、ユカタン半島に隣接するメキシコ領コスメル島、そしてジャマイカ島などが浮かぶ。カリブ海南部の中心海域には島はなく、西端のニカラグア近海にコロンビア領のプロビデンシア島とサン・アンドレス島が浮かび、両島はコロンビアのサン・アンドレス・イ・プロビデンシア県に属している。南端のベネズエラ沿海には旧オランダ領アンティルのアルバ島、キュラソー島、ボネール島が浮かぶ。これらの島々はABC諸島と呼ばれ、政治的には1986年にアルバがオランダ自治領となり、2010年にはオランダ領アンティルの解体によってのこる2島も単独の自治領となった。ABC諸島のさらに東には、ABC諸島に連続する形で12の島々が浮かび、政治的にはベネズエラの主権下にあってベネズエラ連邦保護領に属している。また、ベネズエラ領にはほかに、スクレ州の沖合に浮かぶマルガリータ島、コチェ島、クバグア島もあり、この三島はヌエバ・エスパルタ州を構成している。
カリブ海には、西端にありグアテマラ・ベリーズ・ホンジュラスに囲まれたホンジュラス湾や、南端に位置するコロンビアのダリエン湾、ベネズエラ西部に位置し最奥部でマラカイボ湖とつながっているベネズエラ湾などの湾がある。また、ユカタン半島とキューバ島の間のユカタン海峡でメキシコ湾と、キューバ島とイスパニョーラ島の間のウィンドワード海峡によって大西洋とつながっている。イスパニョーラ島とプエルトリコ島の間にはモナ海峡があり、これも大西洋とつながっていて重要な航路となっているが、この海峡は潮流が複雑で航行はやや困難である。
カリブ海に流れ込む河川に大きなものはほとんどない。沿岸にはほとんど小さな諸島や中央アメリカ地峡しかなく、ベネズエラも海岸近くまでアンデス山脈が迫っているためである。オリノコ川はカリブ海ではなく、大西洋へと注ぎ込んでいる。カリブにそそぎこむ川で唯一大河と言えるのはコロンビアを流れるマグダレナ川である。マグダレナ川は全長1540㎞で、北アンデスのコロンビア南部に端を発し、コロンビア中央山脈と東山脈の間を流れ、コロンビア北部で中央山脈と西山脈の間を流れてきたカウカ川をあわせたのち、バランキーヤでカリブ海へと注ぎ込む。
海流は、カリブ海流が東から西へと流れる。この海流は暖流であり、南アメリカ沿岸を流れてきた南赤道海流がカリブ海に入ってきたものである。この海流はユカタン海峡からメキシコ湾へと抜け、メキシコ湾流となって北大西洋へと流れ込む。
カリブ海には世界の9％に相当する5万平方キロメートルのサンゴ礁が広がっており、そのほとんどがカリブ海諸島および中央アメリカの海岸に広がっている。現在異常な水温上昇がサンゴ礁を脅かしている。水温が29℃を超えるとサンゴから褐虫藻が抜けてしまい、サンゴ礁の白化が始まる。
サンゴ礁はまたハリケーンの被害も受ける。北大西洋で発生した熱帯低気圧は大西洋を横断して強さを増し、カリブ海でハリケーンとなってカリブ海諸国と米国を襲うが、この強い波の作用と運ばれる砂と泥でサンゴ礁が死に至る。年平均5個のハリケーンが、とくに8月から9月にかけて発生する。

## 人文
カリブ海沿岸には多くの人々が住むが、人口分布には濃淡がある。南アメリカ大陸にはコロンビアのカルタヘナ、バランキージャ、サンタ・マルタ、ベネズエラのマラカイボや、沿岸都市ではないものの首都カラカスなどの大都市が点在し人口も多い。小アンティル諸島や西インド諸島も、小島が多いものの人口は稠密である。ドミニカ共和国の首都サント・ドミンゴや、ジャマイカの首都キングストンなどの大都市もある。これに比べ、カリブ海西岸に当たる中央アメリカ沿岸部には熱帯雨林が広がり、開発がほとんど進んでいないため人口も少ない。沿岸各国はそれぞれカリブ海に輸出港を構えており、パナマのコロン市、コスタリカのリモン、ホンジュラスのプエルト・コルテス、グアテマラのプエルト・バリオス、ベリーズのベリーズシティなどの都市はあるが、コロン市を除きどの都市も人口10万を超えることはなく、比較的小規模な都市が多い。このほか、ホンジュラスのカリブ沿岸は平地が多く20世紀に入ってから急速にバナナなどのプランテーションが開発され、バナナ産業を基盤とするホンジュラスのラ・セイバなどの小都市が成立しているものの、中央アメリカ諸国の中心は太平洋側の中央高原にある。
カリブ海沿岸地域の民族・言語構成は多様である。民族的には沿岸人口の多くは16世紀以降に移民してきたスペイン人や、彼らと先住民たちの間の混血が多数派を占めている。小アンティル諸島やハイチにおいては、奴隷としてアフリカから17世紀以降につれてこられた黒人の子孫が多数派を占める。先住のインディオ達はほとんどおらず、各地の辺境にわずかに残るのみとなっている。混血していないカリブ族はわずかに残っているが、多くは黒人と混血し、ブラック・カリブ、またはガリフナと呼ばれる一つの民族を形成した。また、19世紀以降サトウキビプランテーションの労働者として連れてこられたインド人たちも沿岸諸国に多数定着しており、ヒンドゥー教やイスラム教を守り独自の文化を保ち続けている。沿岸部の宗教は、ほぼ旧宗主国に準じており、大陸部においてはローマ・カトリックが圧倒的であるが、小アンティルなどプロテスタントの信仰が強い地域も存在する。
最も多く使用される言葉はスペイン語で、南北アメリカ大陸、およびキューバやドミニカ共和国など、沿岸地域の大国のほとんどはスペイン語圏である。それに対し、とくに小アンティル諸島の言語構成は複雑であり、英語、フランス語、オランダ語など旧宗主国の言語圏が島ごとに細かく分かれている。大陸部でもベリーズは英語圏である。こうしたことからカリブ海域、とくに小アンティル諸島やジャマイカなどはラテンアメリカとは厳密には呼べない。これを考慮して1948年に国際連合の下部組織として設置された国連ラテンアメリカ経済委員会が、1984年に国連ラテンアメリカ・カリブ経済委員会に改称されたように、カリブ海諸国の独自性を考慮した動きもある。旧宗主国の公用語とは別に、ハイチのハイチ語やカリブ海各地のガリフナたちのガリフナ語、ABC諸島におけるパピアメント語といったクレオール言語も各地に存在する。
カリブ海沿岸の17の英語圏諸国は、共同で西インド諸島大学を設立している。

## 経済
植民地時代から、カリブ海地域では活発な経済活動が行われている。カリブ海では年に1億7,000万トンの原油が生産されており、世界最大の原油生産地域のひとつとなっている。また、カリブ海域では年に50万トンの漁獲高があり、周辺諸国では漁業が盛んに行われている。
人間の活動によって、汚染も大きくなりつつある。1993年、汎アメリカ保健機構は、カリブ海諸国や中央アメリカ諸国の下水のうち、海に放出される前に適切に処理されているものはおおよそ10％にすぎないと推定した。
カリブ海域では観光業が非常に盛んであり、一大産業となっている。多くの国家で美しいサンゴ礁やシュノーケリングやダイビングを楽しむ観光客が押し寄せ、各国の経済に大きな影響を及ぼしている。著名なリゾート地としては、メキシコのカンクンやコスメル島などがあり、また小アンティル諸島の多くの国々にはリゾート地が多数建設され、多くの観光客が押し寄せる。また、カリブ海はクルーズ船が多く就航する地域であり、沿岸観光地を時間をかけて回るカリブ海クルーズは非常に人気がある。ロイヤル・カリビアン・インターナショナルやカーニバルクルーズラインなど、カリブ海クルーズを基盤とするクルーズ会社も多く存在する。
カリブ海東部の8か国が結成する東カリブ諸国機構は、統一通貨として東カリブ中央銀行の発行する東カリブ・ドルを使用している。
最奥部にパナマ運河を擁することからカリブ海は東西海運の要衝であり、多くの商船が通行する主要航路となっている。パナマ運河は通行量に制限があることから、2013年には19世紀末にパナマ運河計画と実現を争ったニカラグア運河計画がふたたび構想され、同年ニカラグア政府は中国系の香港企業に建設を認め、2014年12月に着工した。この運河は2019年に完成予定で、完成した場合はカリブ海の交通量と重要性は否応なしに増すことが予想される一方で、環境面への懸念や実現可能性を疑う意見も存在する。